# Ернест Білер
Ернест Білер (нім. і фр. Ernest Biéler; 31 липня 1863, Ролле — 25 червня 1948, Лозанна) — швейцарський художник та ілюстратор, представник модерну. Видатний майстер портрету.

## Життя та творчість
У 1880 році, після закінчення гімназії в Лозанні, Ернест Білер за порадою Франсуа Босьона їде в Париж, де у нього жили родичі. Тут він вивчає живопис в академії Жуліана і в академії Сюіса. Молодий художник заробляє на життя ілюструванням творів Е. Золя, В. Гюго та А. Доде. Перший успіх Білеру принесла виставка його робіт на паризькій Всесвітній виставці у 1889 році.
Художник цікавився пейзажами і типажами людей рідної Швейцарії, передусім кантону Вале. У 1889 році він повертається на батьківщину і селиться в Савьєзе, поблизу Сьйона. Спільно з іншими місцевими художниками він створює так звану савьєзьку школу живопису. 
На Всесвітній виставці у 1900 році в Парижі Білер був удостоєний срібної медалі, і в тому ж році був нагороджений орденом Почесного легіону. В 1903 вступає до Товариство традицій Вале (фр. Société des traditions valaisannes).
Творчі інтереси Ернеста Білера були різноманітними — він писав олійні картини, акварелі, захоплювався фресками, живописом по склу, створював мозаїки. У 1926 і 1927 роках був членом Швейцарської комісії з мистецтва. 
Починаючи з 1917 року художник серйозно захоплювався також виноробством в регіоні Лаво.

## Галерея

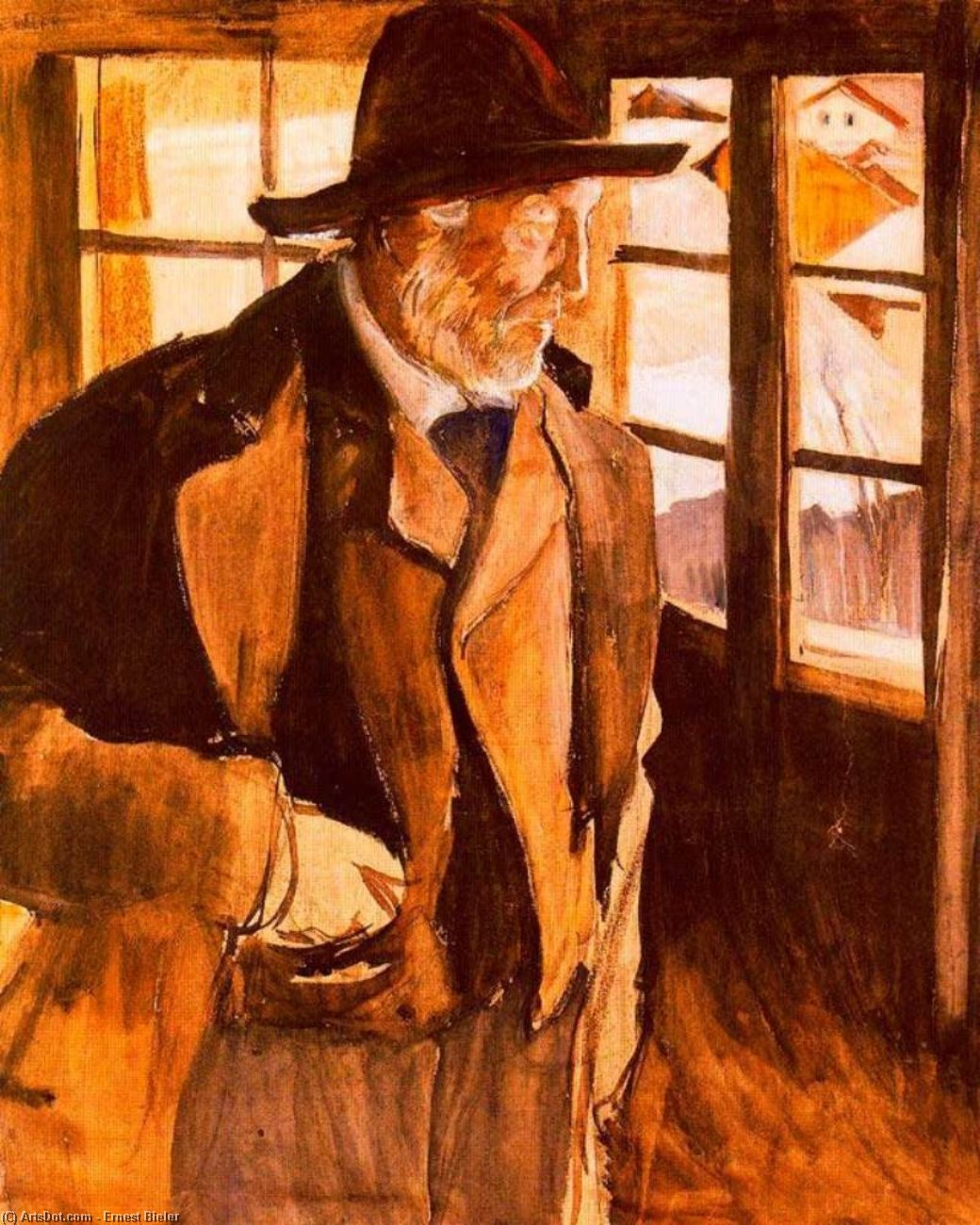
Матті
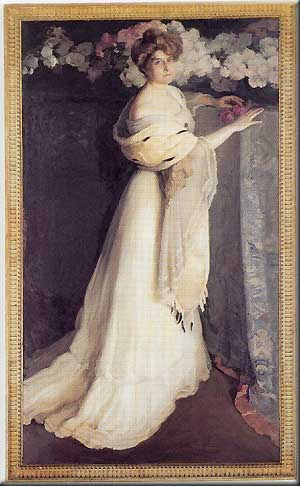
Елен де Мандро (1904)
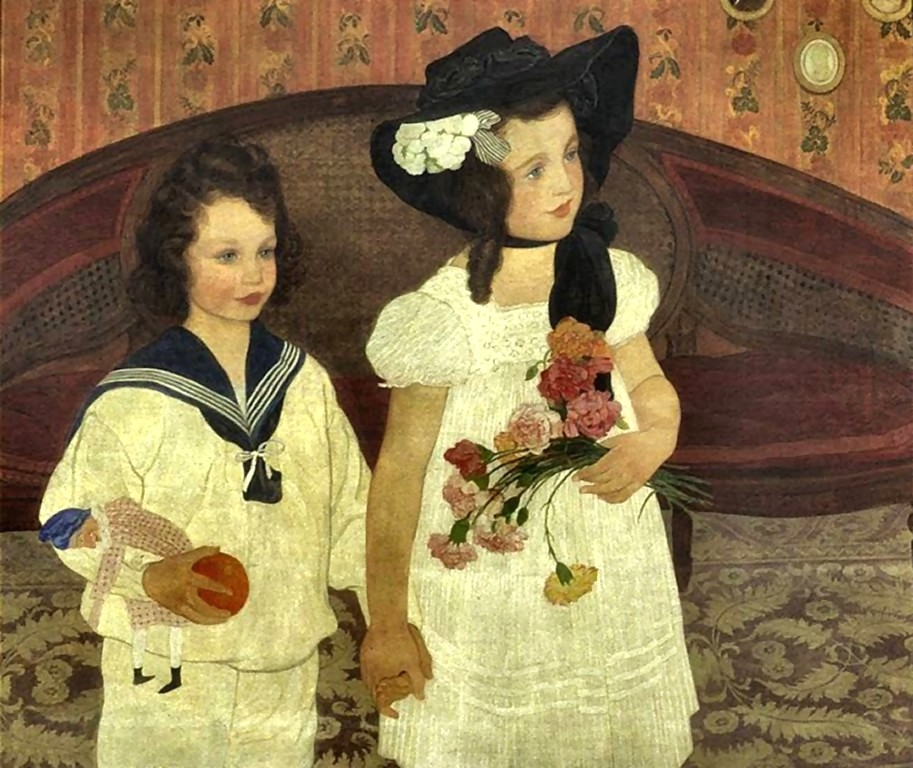
Дві дівчинки
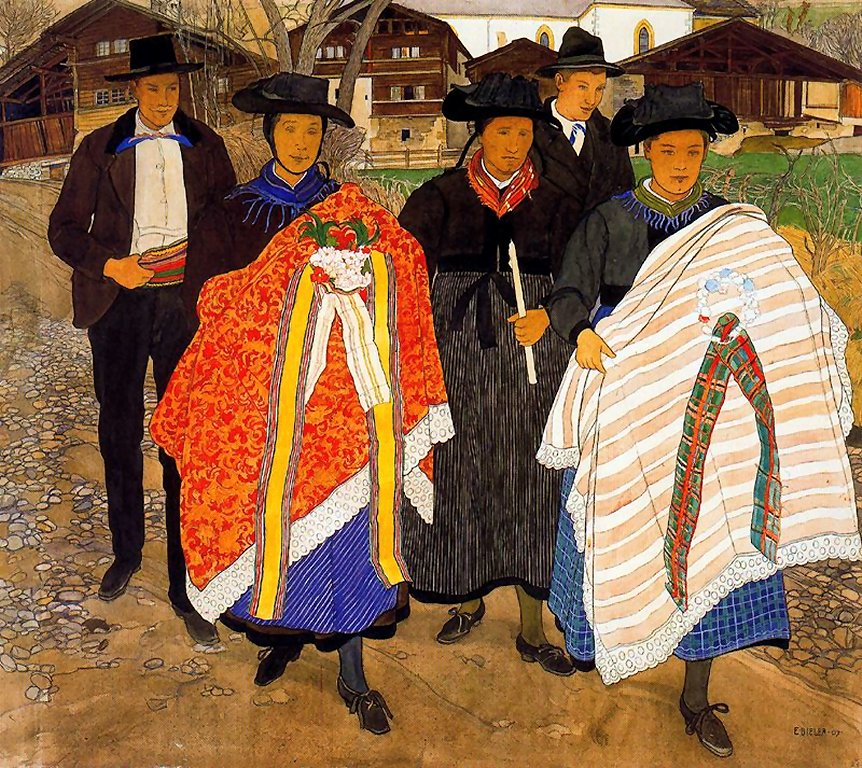
Повернення з хрещення (1907)
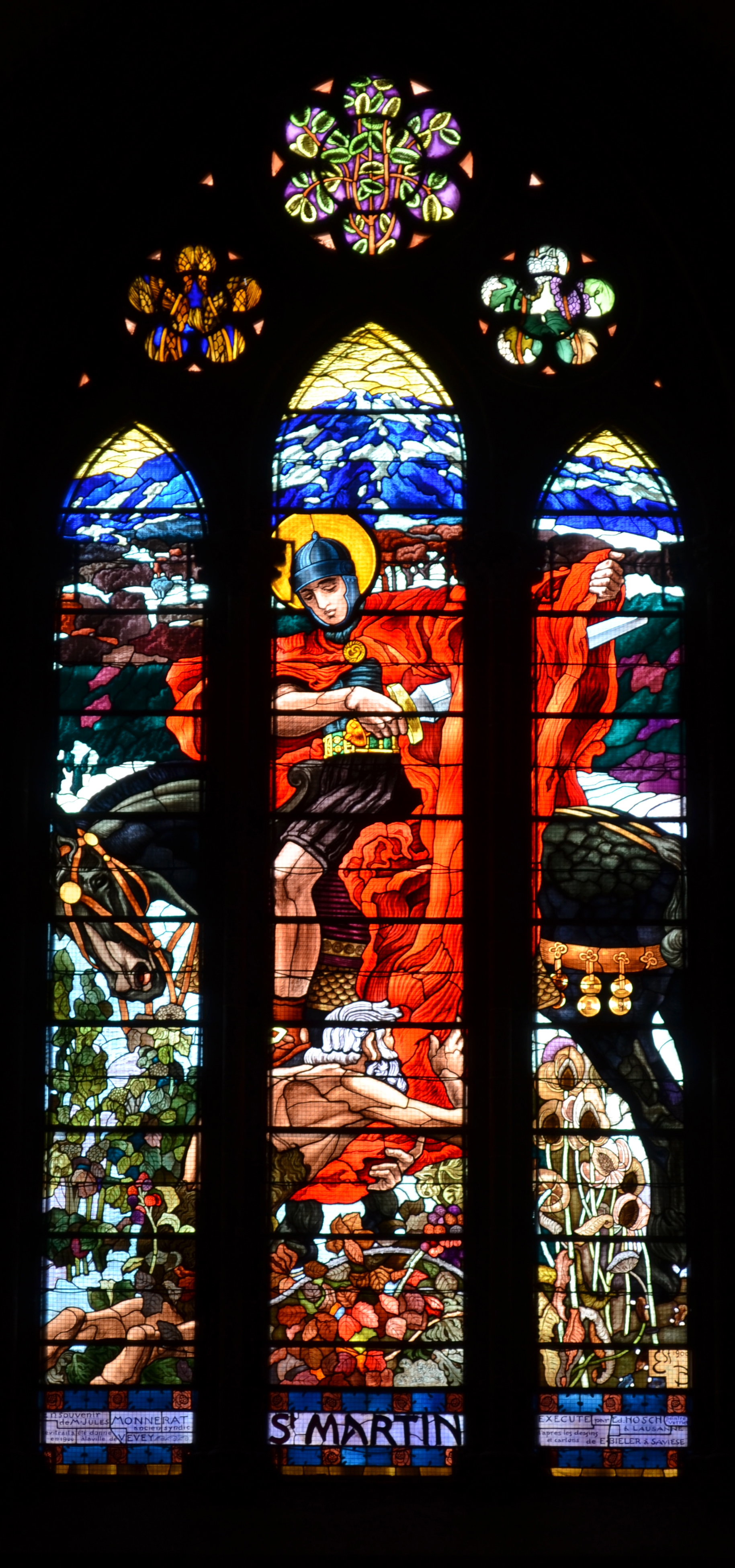
Вітраж у церкві Сен-Мартен у Веве, спільно з Е. Гошем (1900)
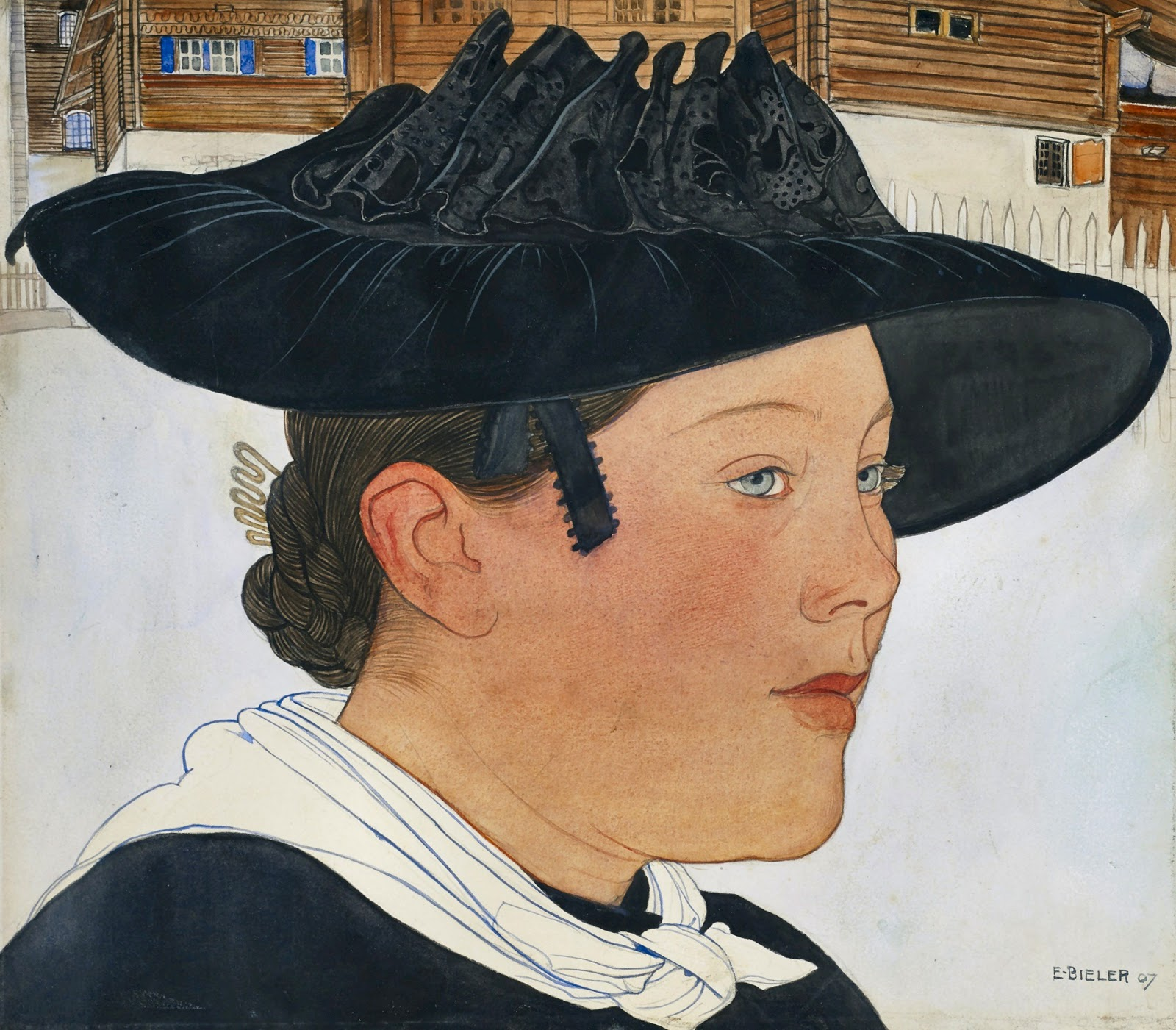
Молода жінка